# Zheng Xiaoyu
Zheng Xiaoyu(chinesisch 鄭筱萸 / 郑筱萸, Pinyin Zhèng Xiǎoyú, * 1944 in Fuzhou, Fujian; † 10. Juli 2007) war ein chinesischer Beamter. Er schloss 1968 mit dem Bachelor der Universität Fudan ab, trat 1979 der Kommunistischen Partei Chinas bei und war von 1994 bis 2003 Leiter mehrerer Behörden, zuletzt war er Direktor des Staatlichen Amtes für Kontrolle und Verwaltung von Lebens- und Arzneimitteln.
Zheng Xiaoyu wurde Korruption vorgeworfen. Während seiner Amtszeit ließ die von ihm geleitete Behörde, die China Food and Drug Administration, über 150.000 Medikamente neu zu, viele davon, nachdem Bestechungsgelder gezahlt wurden. Einige der so zugelassenen Medikamente wurden mit Todesfällen in Verbindung gebracht. Zheng Xiaoyu starb am 10. Juli 2007 durch Vollstreckung der im Mai verhängten Todesstrafe. Er war der vierte Verurteilte von mindestens Ministerrang, der wegen Bestechlichkeit hingerichtet wurde.